# ابن شهاب الهمداني
علي بن شهاب الدين حسن بن محمد الحسيني الهمذاني المعروف باسم ابن شهاب الهمداني المسعودي (714 - 786 هـ / 1314 - 1384 م) هو عالم إيراني وشاعر وقديس صوفي مسلم من الطريقة الكبروية من أهل خراسان. ولد في مدينة همدان بإيران وبشر بالإسلام في وسط وجنوب آسيا أثناء سفره لممارسة الصوفية. توفي في ولاية خاتلون، طاجيكستان عام 1384 عن عمر يناهز 69-70 عامًا. كان يخاطب الحمداني بلفظ تشريف طوال حياته باسم شاه حمدان (ملك همدان) ، وأمير كبير (القائد العظيم) ، وعلي ساني (علي الثاني).

## أعماله
- «منازل السالكين»
- «الرسالة الذكرية»
- «الخطبة الأميرية».[2]